# Holizm
Holizm (od gr. holos – całość) – pogląd (przeciwstawny redukcjonizmowi), według którego wszelkie zjawiska tworzą układy całościowe, podlegające swoistym prawidłowościom, których nie można wywnioskować na podstawie wiedzy o prawidłowościach rządzących ich składnikami.
Całości nie da się sprowadzić do sumy jej składników.
Pojęcie wprowadził Jan Smuts, południowoafrykański polityk, we wczesnych latach 20. XX wieku.
Ujęcia:
1. filozofia: teoria rozwoju, według której istotną cechą świata jest jego „całościowy” charakter (Smuts),
2. metodologia nauk społecznych – zjawiska społeczne stanowią układy podlegające zasadom niedającym się wywnioskować z prawidłowości rządzących ich składnikami.

Motyw holistycznego spojrzenia na świat wykorzystał Douglas Adams w jednej ze swoich komedii pt. Holistyczna Agencja Detektywistyczna Dirka Gently'ego. Tytułowy detektyw kieruje się w swoich śledztwach właśnie wzajemną łącznością między wszystkim, co istnieje oraz subtelnymi i złożonymi wzorcami w sieci wzajemnych powiązań ignorując oczywiste tropy (jak odciski palców) jako nieistotne i mylące.